# Jame Aggteleškega krasa in slovaškega krasa
Jame  Aggteleškega krasa in slovaškega krasa (madžarsko Az Aggteleki-karszt és a Szlovák-karszt barlangjai, slovaško Jaskyne Aggteleckého krasu a Slovenského krasu) je skupina 712 jam,  raztresenih na 55.800 hektarjih ozemlja na meji med Madžarsko in Slovaško.  Jame so na Unescovem seznamu svetovne naravne dediščine.

## Seznam
V Unescovo svetovno dediščino je vključenih sedem mest: Narodni park Aggtelek ter hriba Szendrő-Rudabánya in Esztramos na Madžarskem in Dobšinská ledena jama, planoti Koniar in Plešivec in  okolica Silice in Jasova na Slovaškem. 
V dediščino je vključenih šest jam:
- kompleks Baradla-Domica (glej Jama Domica)
- jama Gombasek
- ledena jama Silica
- Dobšinska ledena jama
- O(c)htinska aragonitna jama
- Jasovska jama

## Opis
Jamski sistem Baradla-Domica je dolg 21 km. Približno četrtina sistema je na slovaški strani, ostalo pa na madžarski. Jama Baradla je bila v pisnih virih prvič omenjena  leta 1549. Turistično zanimiva je od leta 1920. Slovaški del jamskega sistema, jamo Domica, je odkril Ján Majko leta 1926. Leta 1932 je bil za turiste odprt že več kot 1.700 m dolg del jame. Jama je bila naseljena že leta 5000 pr. n. št. in je pomembno arheološko najdišče bukovogorske kulture. V slovaškem delu jame temperatura niha od 10 do 12,3 °C. Relativna vlažnost je večja od 95%.
Jama Gombasek je bila odkrita leta 1951. Leta 1955 je bilo za javnost odprtih prvih 530 m od skupno 1.525 m. Jama se je  zaradi ugodne  mikroklime (temperatura  9 °C, relativna vlažnost 98 %)  poskusno uporabljala kot speleoterapijski sanatorij. Geomorfološko je ena od najmlajših, vendar je hkrati ena od najbolj impresivnih jam na Slovaškem. Zaradi bogatega jamskega okrasja je dobila vzdevek Pravljična jama.
Ledena jama Dobšiná  je bila uvrščena na seznam samo leta 2000. Odkril jo je Eugen Ruffinyi leta 1870, čeprav se je za vhod vanjo vedelo že dolgo pred tem. Za obiskovalce  je bila odprta že naslednje leto,  leta 1887 pa je postala prva jama z električno razsvetljavo v Evropi. Za turiste je od maja do septembra odprta približno  tretjina 1.475 m dolge jame. Ledena površina meri 11.200 m². Led je debel do 25 m, njegova prostornina pa znaša 145.000   m³. Povprečna temperatura v jami je −1 °C, relativna vlažnost pa od 96 do 98 %. Jama spada med najlepše in najbolj bogato okrašene ledene jame na svetu. 
Ochtinská aragonitna jama je dolga samo 300 m, za obiskovalce samo 230 m, slovi zaradi svojega bogatega aragonitnega okrasja.  Je ena od samo treh do zdaj odkritih aragonitnih jam na svetu. Glavna znamenitost jame je dvorana Rimska cesta, v kateri bele aragontne vejice in ježki sijejo kot zvezde Rimske ceste. Jamo so odkrili leta 1954 in jo 1972 odprli za obiskovalce. Temperatura v jami je okrog 7 °C, relativna vlažnost pa 92 do 97 %.
Jasovská jama je bila delno odprta za javnost že leta 1846, s čimer je postala najstarejša za javnost dostopna jama na Slovaškem. Spodnje dele jame so odkrili v letih 1922 do 1924. Za javnost je odprta več kot tretjina od 2.148 m dolge jame. V njej so našli arheološke najdbe  iz kamene dobe in halštatske kulture. 

## Galerija
- Baradla
- Baradla
- Ledena jama Dobšiná
- Ochtinska aragonitna jama
- Ochtinska aragonitna jama
- Gombasek

## Vira
- WHC Nomination Documentation
- Jaskyne Slovenského krasu Arhivirano 2013-09-25 na Wayback Machine.

1. ↑  http://whc.unesco.org/en/list/725.